# Listen to the Band
Listen To The Band, 4-CD-box utgivet på skivbolaget Rhino 24 september 1991 med The Monkees. Totalt innehåller boxen 80 spår och det är den ultimata Monkees-boxen för alla samlare eftersom den innehåller flera outgivna låtar och alternativa versioner av låtar.

## Låtlista

### CD 1
1. (Theme From) The Monkees (Tommy Boyce/Bobby Hart)
2. Last Train To Clarksville (Tommy Boyce/Bobby Hart)
3. Take A Giant Step (Gerry Goffin/Carole King)
4. Saturday's Child (David Gates)
5. I Wanna Be Free (Tommy Boyce/Bobby Hart)
6. Papa Gene's Blues (Michael Nesmith)
7. Sweet Young Thing (Michael Nesmith/Gerry Goffin/Carole King)
8. Gonna Buy Me A Dog (Tommy Boyce/Bobby Hart)
9. All The King's Horses (Michael Nesmith)
10. I'm A Believer (Neil Diamond)
11. (I'm Not Your) Steppin' Stone (Tommy Boyce/Bobby Hart)
12. She (Tommy Boyce/Bobby Hart)
13. Mary, Mary (Michael Nesmith)
14. Your Auntie Grizelda (Diane Hildebrand/Jack Keller)
15. Look Out (Here Comes Tomorrow) (Neil Diamond)
16. Sometime In The Morning (Gerry Goffin/Carole King)
17. I Don't Think You Know Me (Gerry Goffin/Carole King)
18. I'll Spend My Life With You (Tommy Boyce/Bobby Hart)
19. I'll Be Back Up On My Feet (Sandy Linzer/Denny Randell)

### CD 2
1. A Little Bit Me, A Little Bit You (Neil Diamond)
2. The Girl I Knew Somewhere (Michael Nesmith)
3. She Hangs Out (Jeff Barry)
4. All Of Your Toys (Bill Martin)
5. Love To Love (Neil Diamond)
6. You Told Me (Michael Nesmith)
7. Forget That Girl (Douglas Farthing-Hatlelid)
8. You Just May Be The One (Michael Nesmith)
9. Shades Of Gray (Barry Mann/Cynthia Weil)
10. For Pete's Sake (Joey Richards/Peter Tork)
11. No Time (Hank Cicalo)
12. Randy Scouse Git (Micky Dolenz)
13. Pleasant Valley Sunday (Gerry Goffin/Carole King)
14. Words (Tommy Boyce/Bobby Hart)
15. Daydream Believer (John Stewart)
16. Goin' Down (Micky Dolenz/Diane Hildebrand/Davy Jones/Michael Nesmith/Peter Tork)
17. Salesman (Smith, Craig Vincent)
18. The Door Into Summer (Chip Douglas/Bill Martin)
19. Love Is Only Sleeping (Jerry Lieber/Mike Stoller)
20. Cuddly Toy (Harry Nilsson)
21. What Am I Doing Hangin' 'Round? (Owen Castleman/Michael Martin Murphey)
22. Daily Nightly (Michael Nesmith)
23. Star Collector (Gerry Goffin/Carole King)
24. (I'm Not Your) Steppin' Stone (Tommy Boyce/Bobby Hart) (live)

### CD 3
1. Valleri (Tommy Boyce/Bobby Hart)
2. Tapioca Tundra (Michael Nesmith)
3. P. O. Box 9847 (Tommy Boyce/Bobby Hart)
4. Auntie's Municipal Court (Keith Allison/Michael Nesmith)
5. Zor And Zam (Bill Chadwick/John Chadwick)
6. Nine Times Blues (Michael Nesmith)
7. Tear The Top Right Off My Head (Peter Tork)
8. Carlisle Wheeling (Michael Nesmith)
9. D. W. Washburn (Jerry Lieber/Mike Stoller)
10. It's Nice To Be With You (Jerry Goldstein)
11. St. Matthew (Michael Nesmith)
12. Porpoise Song (Gerry Goffin/Carole King)
13. As We Go Along (Carole King/Toni Stern)
14. Circle Sky (Michael Nesmith) (live)
15. Can You Dig It (Peter Tork)
16. LOng title: Do I Have To Do This All Over Again (Peter Tork)
17. Tear Drop City (Tommy Boyce/Bobby Hart)
18. A Man Without A Dream (Gerry Goffin/Carole King)
19. Through The Looking Glass (Red Baldwin/Tommy Boyce/Bobby Hart)
20. I Won't Be The Same Without Her
21. You And I (Bill Chadwick/Davy Jones)
22. While I Cry (Michael Nesmith)

### CD 4
1. Listen To The Band (Michael Nesmith)
2. Someday Man (Roger Nichols/Paul Williams)
3. Good Clean Fun (Michael Nesmith)
4. Mommy And Daddy (Micky Dolenz)
5. Looking For The Good Times (Tommy Boyce/Bobby Hart)
6. Some Of Shelly's Blues (Michael Nesmith)
7. Steam Engine (Chip Douglas)
8. Oh My My (Jeff Barry/Andy Kim)
9. I Love You Better (Jeff Barry/Andy Kim)
10. Do It The Name Of Love (Bobby Bloom/Neil Goldberg)
11. That Was Then, This Is Now (Vance Brescia)
12. Anytime, Anyplace, Anywhere (Dick Eastman/Bobby Hart)
13. Heart And Soul (Simon Byrne/Andrew Howell)
14. Gettin' In (Peter Tork)
15. Every Step Of The Way (Mark Clarke/Ian Hunter) (remix)